# Nini von Arx-Zogg
Caterina «Nini» von Arx-Zogg (* 18. März 1907; † Anfang Februar 1988 in Zürich) war eine Schweizer Skirennläuferin aus Arosa.

## Biografie
Im Jahr 1933 nahm die Schwester von David Zogg noch unter ihrem Geburtsnamen an den Alpinen Skiweltmeisterschaften in Innsbruck teil. Im Abfahrtsrennen gewann sie hinter Inge Wersin-Lantschner die Silbermedaille und belegte in der Kombination den fünften Platz. Bei den Weltmeisterschaften 1936 in Innsbruck gewann die inzwischen verheiratete von Arx-Zogg hinter Evelyn Pinching und Elvira Osirnig Bronze in der Abfahrt. In der Kombination belegte sie den vierten Platz.
Im Abfahrtsrennen sowie dem Kombinationswettbewerb bei den Weltmeisterschaften 1937 in Chamonix gewann von Arx-Zogg hinter Christl Cranz jeweils die Silbermedaille, im Slalom belegte sie den fünften Rang. Das Slalomrennen der Weltmeisterschaften 1938 in Engelberg beendete sie erneut hinter Christl Cranz auf dem zweiten Platz, zum vierten Mal in ihrer Karriere wurde von Arx-Zogg somit Vizeweltmeisterin. Ausserdem erreichte sie in der Abfahrt sowie in der Kombination den vierten Rang.
1933 nahm Nini von Arx-Zogg am Arlberg-Kandahar-Rennen in Mürren teil. Dabei gewann sie das Abfahrtsrennen, im Slalom und der Kombination kam sie hinter Esmé MacKinnon auf den zweiten Platz. Im erstmals ausgetragenen Damenwettbewerb des Gamperney-Derbys 1933 gewann sie das Abfahrtsrennen, den Slalom und die Kombination. Von Arx-Zogg gewann ausserdem fünf Schweizer Meisterschaften, 1936 in allen drei Disziplinen sowie 1940 im Slalom und in der Kombination.
Die Kombinationssiege brachten ihr den Titel Schweizer Skimeisterin. Bei den SDS-Rennen in Grindelwald erreichte sie zwischen 1934 und 1937 insgesamt zweimal den ersten, fünfmal den zweiten und zweimal den dritten Rang.
Von Arx-Zogg verstarb Anfang Februar 1988 im Zürcher Stadtspital Triemli im Alter von 80 Jahren.

## Erfolge bei Weltmeisterschaften
- Innsbruck 1933: 2. Abfahrt, 5. Kombination
- Innsbruck 1936: 3. Abfahrt, 4. Kombination
- Chamonix 1937: 2. Abfahrt, 5. Slalom, 2. Kombination
- Engelberg 1938: 4. Abfahrt, 2. Slalom, 4. Kombination